# 香南市立岸本小学校
香南市立岸本小学校（こうなんしりつ きしもとしょうがっこう）は、1875年から2019年まで高知県香南市に存在した公立小学校。
旧香我美町内のその他の小学校が相次ぐ統廃合で消滅した中でも存続したが、2019年春に閉校となった。

## 沿革
- 1875年（明治8年）9月 - 岸本番所跡に公立岸本小学校創立、児童数は99名、教員1名。
- 1878年（明治11年）8月 - 岸本尋常小学校に改称。
- 1880年（明治13年）6月 - 現在地に移転。
- 1886年（明治19年）4月 - 岸本村立岸本尋常小学校に改称。
- 1896年（明治29年）4月 - 岸本町立岸本尋常小学校に改称、初代校長藤田吉太郎着任。
- 1912年（大正元年）9月 - 校舎新築落成。
- 1937年（昭和12年） - 宇田耕一の寄贈により、講堂「宇田会館」落成。
- 1941年（昭和16年） - 岸本国民学校に改称。
- 1947年（昭和22年）4月 - 岸本町立岸本小学校に改称。
- 1955年（昭和30年）4月 - 香我美町立岸本小学校に改称。
- 1974年（昭和49年）6月 - 新校舎落成。
- 1977年（昭和52年）4月 - 体育館落成。
- 1981年（昭和56年）4月 - 宇田会館解体。
- 2000年（平成12年）4月 - 小規模特認校となる。
- 2001年（平成13年）4月 - 2、3年生が開校以来以来初の複式学級となる。児童数55名。
- 2006年（平成18年）3月 - 香南市立岸本小学校に改称。
- 2019年（平成31年）3月22日- 閉校式。

## 児童数の推移
- 1875年 99名
- 1912年 325名
- 1926年 213名
- 1950年 293名
- 1960年 206名
- 1970年 130名
- 1980年 118名
- 1989年 111名
- 1995年 99名
- 2001年 55名
- 2006年 60名
- 2010年 49名
- 2012年 57名
- 2014年 50名

## 著名な出身者
- 岡本弥太 - 詩人
- 宇田耕一 - 衆議院議員、経済企画庁長官、科学技術庁長官
- 中沢源一郎 - サンパウロ日伯援護協会（旧日本移民援護協会）会長
- 第29代木村庄之助 - 大相撲立行司

## 統廃合問題
- 香南市教育委員会は2015年5月、津波によって浸水する可能性があることから内陸部の香我美小学校へ統合する方針を示した[1]。統合時期は2019年春で、統合準備委員会を設置し、スクールバスの運行方法等について検討を進めていき、[2]。2019年3月限りで閉校となった。

## 通学区域
- 香南市香我美町岸本全域

## 最寄り駅、バス停
- 鉄道：土佐くろしお鉄道ごめん・なはり線香我美駅
- バス：香南市営香我美町バス岸本屯所、または高知東部交通自衛隊通